# Corydalis wilfordii
Corydalis wilfordii är en vallmoväxtart som beskrevs av Eduard August von Regel.
Corydalis wilfordii ingår i släktet nunneörter och familjen vallmoväxter. Inga underarter finns listade i Catalogue of Life.